# Alexandru Zane
Alexandru Zane (uneori Zanne sau Zané), (n. 20 iulie 1821 – d. 7 noiembrie 1880) a fost un inginer hotarnic (topograf), scriitor, traducător, publicist și pașoptist român din Țara Românească.

## Viața
În copilărie, Alexandru Zane a fost coleg cu Ion Ghica la Colegiul Sfântul Sava din București în anii 1831-1834.
În timpul Revoluției de la 1848 a fost redactor la foaia guvernului provizoriu, Poporul suveran, și comisar al guvernului revoluționar la Pitești.
În decretul de exilare din 25 septembrie 1848 se află pe poziția 14, după Dimitrie Bolintineanu și înainte de clericul ortodox Iosafat Snagoveanul. Se refugiază, împreună cu alți revoluționari proscriși la Constantinopol, de unde guvernul turc îi internează la Brusa, în Turcia.
Prin 1850, guvernul turc îi încredințează (împreună cu Serghiad și Pădeanu, alți revoluționari valahi) construirea drumului de la Ghemlek la Brusa.
Între 1857 și 1859 se află în insula Samos, invitat de Ion Ghica spre a dirija lucrările pentru construirea de drumuri pe această insulă, unde Ghica era guvernator cu titlul de Bey (Prinț).
În anul 1859, printr-un decret al domnitorului Alexandru Ioan Cuza, este numit membru onorific al Eforiei spitalelor civile, condusă de doctorul Carol Davila, instituție care își avea sediul în București, pe strada Colței nr.38, pe locul unde se află astăzi Hotelul Intercontinental din București. În același an, la propunerea lui Dimitrie Bolintineanu, este numit de Alexandru Ioan Cuza șef la Cancelaria publicațiilor oficiale.
Când Carol Popp de Szathmari a scos la 18 septembrie 1860 revista „Ilustrațiunea Română”, cu subtitlul Jurnal universal, l-a avut ca redactor și corector pe inginerul Alexandru Zane.
Zane a mai ocupat funcția de inginer șef al orașului București în perioada 1863-1864, de Director în Ministerul Culturii și Instrucției publice în perioada 1863-1864, de Director al Arhivelor Statului din București.
Împreună cu Dimitrie Bolintineanu și C. Costinescu a tradus romanul Mizerabilii al lui Victor Hugo, iar în anul 1875 a tradus „Catilinarele sau Orațiunile lui Cicero contra lui Catilina”.
În anul 1880, ca inginer hotarnic, Alexandru Zanne a publicat „Baremul de măsuri și greutăți”, lucrare care conține transformările în și din metri ale tuturor măsurilor și greutăților vechi românești folosite în Muntenia, Moldova și Dobrogea.
În 1853, Alexandru Zane s-a căsătorit cu Victoria Luzzato, pe care cunoscut-o în timpul exilului său la Brusa. În timpul războiului de independență, Victoria Zane s-a implicat în strângerea de fonduri și bunuri necesare pentru tratarea răniților. Tot ea a înființat, la București, un Institut pentru fete situat pe strada Negustori nr. 15. Fiul lor, Iuliu A. Zanne, a realizat o pagină deosebită pentru literatura română prin publicarea volumelor intitulate "Proverbele românilor".
Alexandru Zanne a fost prieten apropiat cu Hristache Ioanin, împreună cu care l-a asistat pe poetul Dimitrie Bolintineanu până în ultimele clipe ale vieții acestuia.